# 청산도항
청산도항(靑山島港, Cheongsando Fishing Port)은 전라남도 완도군 청산면 도청리, 청산도 섬에 있는 어항이다. 1971년 12월 21일 국가어항으로 지정되었으며, 관리청은 해양수산부 서해어업관리단, 시설관리자는 완도군수이다.

## 연혁
- 청산면 도청리에 위치하고 있는 청산도는 '나무가 무성하다' 하여 푸를 청자(靑)와 뫼산자(山)를 따서 청산(靑山)이라 쓰게 되었다고 전해지고 있다.
- 완도의 대표적인 어항으로 1972년 기본시설계획을 수립한 후 1977년 기본 시설을 완공했으며, 1994년과 2000년에 정비계획을 수립했다.[1]

## 어항구역
본 항의 어항구역은 다음과 같다.
- 수역: 남방파제 기부측 동돌단으로부터 정북으로 향한 선과 도청리 북측 97m 산정에서 정서로 향한 선을 따라 형성된 공유수면[2]
- 육역: 전라남도 완도군 청산면 당락리 1000-2 외 12필지(상세내역은 생략)[3]